# Serio Digitalino

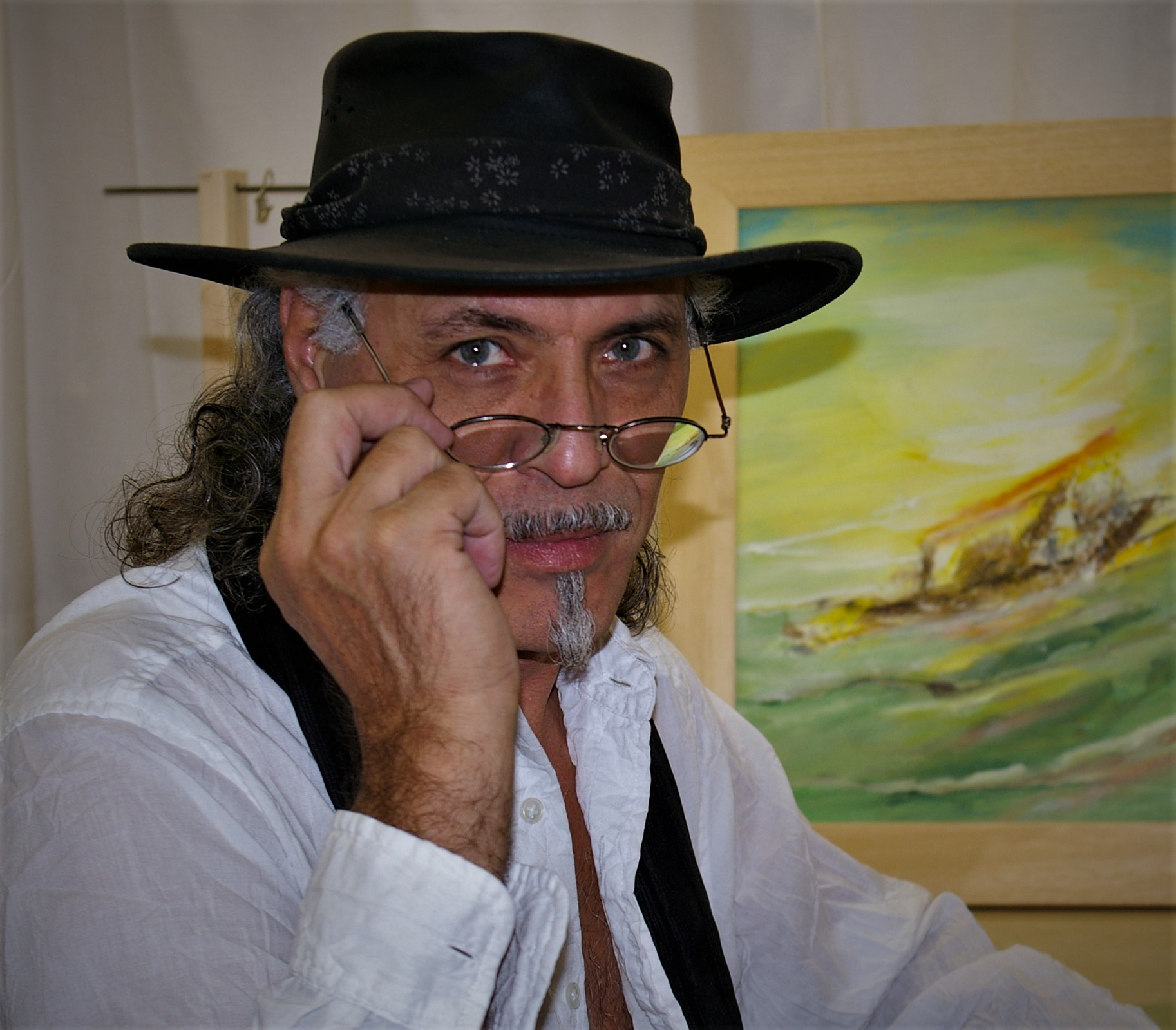
Serio Digitalino Künstler

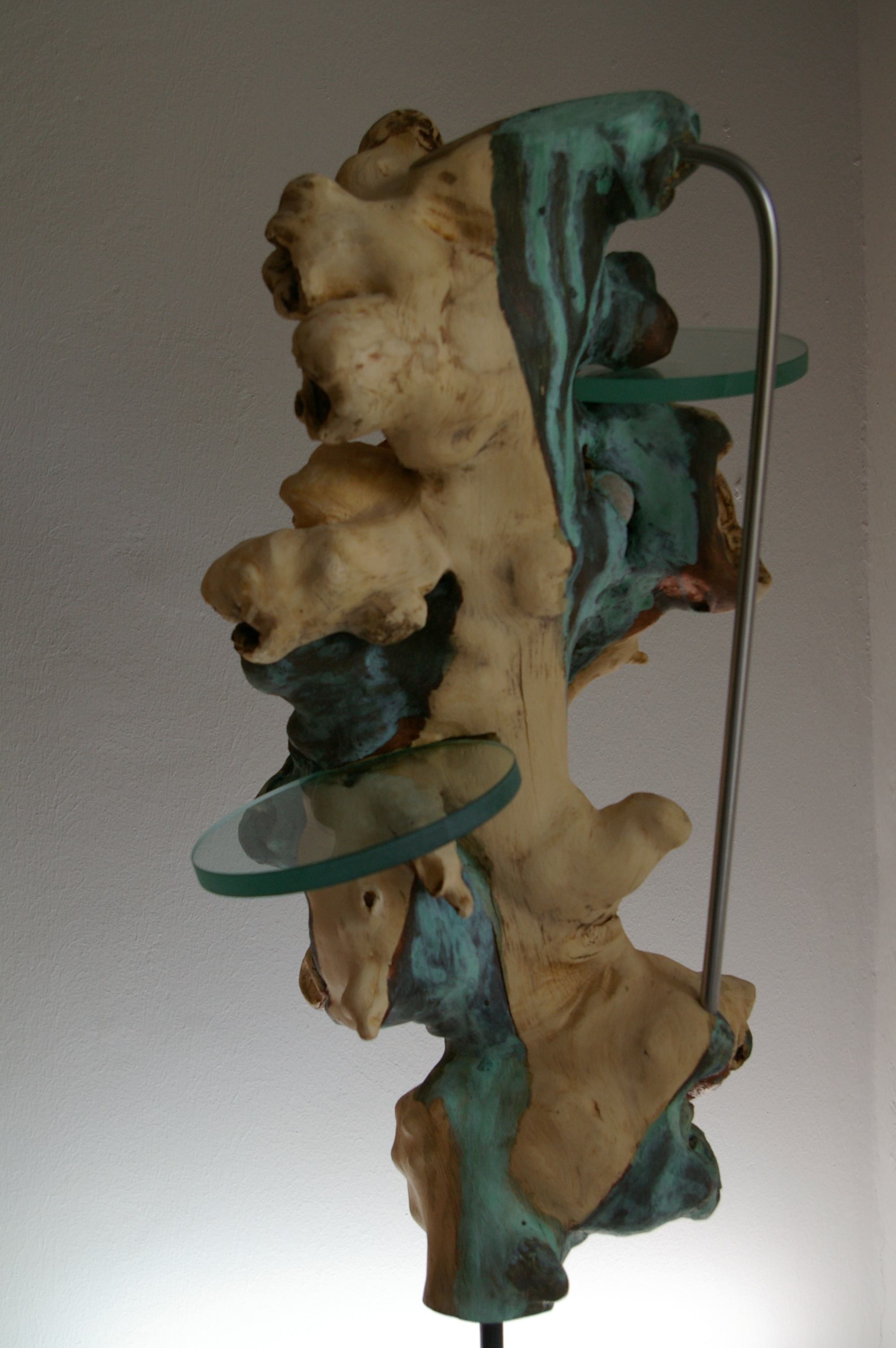
Serio Digitalino, Kreatur II

Serio Digitalino (* 26. November 1956 in Matera, Basilicata) ist ein italienischer Bildhauer und Maler.

## Leben
Serio Digitalino wuchs als drittes von sieben Kindern auf. 1977 übersiedelte er nach München, wo er seither lebt und arbeitet. Er absolvierte ein Privatstudium bei dem Münchner Kunstmaler Helmut Vakily.

## Projekte (Auswahl)
Eine Auswahl von durchgeführten Projekten:
- 2005: Große Wandmalerei in der Thelott-Grundschule im Stiel Trompe-l’œil und im Freizeitheim Club im München-Hasenbergl[3]
- 2006	Veranstaltungskalender des AK Kultur[4] und Stadtteilaktivitäten in München Nord[5]
- 2008	Kunst	im Pausenhof,	Projekt an der Hauptschule in Moosach[6]
- 2016: Projekt Stadtkultur Netzwerk Bayerischer Städte e. V. „Kunst schafft Gemeinschaft“- Malen mit Kindern Josef-Maria-Lutz-Schule[7] Pfaffenhofen a. d. Ilm und (Niederscheyern)
- 2017: „Kinder entdecken den Kubismus“[2] Kunstaktion mit Schülern der Irlanda-Riedl-Grund- und Mittelschule Geisenfeld, gefördert von der Stadt Geisenfeld.
- 2018: Die Bunte Burg Pfaffenhofen a. d. Ilm[8] Josef-Maria-Lutz-Schule Stadtkultur Netzwerk Bayerischer Städte e.V.
- 2019: Kurator bei Ein Augenblick – Förderausstellung[9] des VBK im Alten  Botanischen Garten München; Kurator bei „AKTUELL“ der Vereinigung Bildender Künstler in ver.di[10]

## Eigene Ausstellungen (Auswahl)
- 2002 Bilder wie Musik Hasenbergl Bibliotek[11]
- 2003 Ausstellung Kunstverein Schollbrockhaus Herne[12]
- 2005 Ausstellung in der „Orangerie“ im Englischen Garten in München, Galerie Roucka München[13]
- 2006 Ausstellung im Rathaus Neukeferloh bei München,[14] Kulturhaus Pelkovenschlössl[15] Moosach.
- 2008 Ausstellung im Rathaus Grasbrunn[16]
- 2009 Ausstellung Murnau Lebensfreude aus Süditalien[12]
- 2010 L'Istituto Italiano di Cultura in München[17]
- 2012 Galerie Patrizia Zewe München, Galerie 49 München, Galerie S München,
- 2013 I segreti dell´Arte – Das Geheimnis der Kunst in der „Orangerie“[18] im Englischen Garten, in München
- 2014 Il visibile[19] „100 Jahre Veterinärpolizeiliche Anstalten Oberschleißheim“
- 2014 Serio Digitalino stellt in Städtischen Galerie Pfaffenhofen aus[20]
- 2015 Ausstellung in der U-Bahngalerie München Universität[21]
- 2015 Ausstellung Spuren Rathaus Gernsbach[12]
- 2015 Zwischen Macht und Machtlosigkeit – Eigene Ausstellung im DGB-Haus in München
- 2017 Emissione dell´Arte" – Reiz der Sinne des Betrachters  im Kulturmodell[22] in Passau
- 2024 Das Menschenleben Ganz anders, Kulturzentrum 2411[23]

## Gruppenausstellungen (Auswahl)
- 2006 St.-Nikolaus-Kirche, Sparkassen Informatik Haar
- 2008 Ausstellung KK83 im Schloss Blutenburg
- 2010 Autoren Galerie 1 München, KK83 im Schloss Blutenburg, Stadtmuseum Bad Tölz, Stadthalle Germering
- 2011 Autoren Galerie 1, Stadtmuseum Bad Tölz, Kunstpavillon München
- 2013 Italienisch auf Besuch, Gemeinschaftsausstellung im Finanzamt Pfaffenhofen, Kunstpavillon München
- 2016 der LHM im Stadtteil. 24, Museum Schrobenhausen, (BBK) Ingolstadt
- 2016 Hochwassermuseum[24] Ottfrid Fischer
- 2016 Museum Kulturgeschichte der Hand, Wolnzach, Nacht der Museen Ingolstadt
- 2017 Ainauer Kunsttage Geisenfeld, Exstreme Bayern im Haag in OBB, Kunstpavillon München
- 2017 Autoren Galerie 1, Kulturforum München, Klinik Köscing, BBK Ingolstadt, Passau Kulturmodel (VBK)
- 2017 Kulturamt Neuburg -Donau, Rathaus Galerie Geisenfeld
- 2017 Kunst im Spreeport – Gemeinschaftsausstellung in Berlin;
- 2017„Pfaffenhofen mitten in Bayern – mitten in Europa“[25] – 50. Ausstellung im Finanzamt Pfaffenhofen[26]
- 2018 Kurt Eisner in der Rathausgalerie Kunsthalle München;
- 2019 Germeringer Werktage für Holz- und Steinbildhauer / Kunstforum WIFO;
- 2019 Kunst im Amt Finanzamt Pfaffenhofen[26][27]
- 2020 Ausstellug, Lange Bahnen – VBK München im Alten Botanischen Garten
- 2023 Aktuell BBK-Ingolstadt, Lions Club Ingolstadt Kunstpreis zur Nacht der Museen
- 2023 Form und Farbe[28] – Gemeinschaftsausstellung des BBK Schwaben-Süd mit der Künstlergruppe Atelier 27 e.V.
- 2023 Hallertauer Künstler Städtische Galerie im Haus der Begegnung
- 2023 Kunstforum WIFO Germeringer; Kunsträume "Wie der Mensch Landschaften prägt"[29]
- 2024 Lions Club Ingolstadt Kunstpreis
- 2024 Premio Internazionale Artista d’Europa 2024 – FIRENZE, promosso da PitturiAmo
- 2024 Zur Nacht der Museen, Aktuell BBK-Ingolstadt
- 2025 Art zu sein im Dialog Schloss Hohenkammer
- 2025 artverwand Residenz – Hofgartensaal Kempten[30]